# Checco Zalone
Luca Medici (Capurso, 3 de junio de 1977), conocido artísticamente con el nombre de Checco Zalone, es un cómico, músico, presentador, guionista y actor italiano.
Su primera película fue Cado dalle nubi estrenada en 2009 dirigida por Gennaro Nunziante y escrita por Nunziante junto al propio Zalone. En la película le acompañaron Dino Abbrescia, Giulia Michelini, Fabio Troiano y Raúl Cremona. Recaudó 14 073 000 euros siendo la duodécima película más taquilla ese año en su país natal.
En 2011 vuelve a colaborar con Nunziante en Che bella giornata. La película consiguió en su primer día en cines 2 718 522 euros de recaudación con 410 037 entradas vendidas llegando a 18 647 479 euros en cinco días. Se convirtió con una recaudación de 43.474.000 euros en la película italiana más taquillera de la historia a nivel local (superando a La vida es bella) y la segunda a nivel general tras Avatar. Posteriormente Titanic fue reestrenada en 2012 en 3D llegando a los 50 220 000 millones de euros, superándola en taquilla.
En 2013 vuelve a las órdenes de Nunziante en Sole a catinelle que recauda en su primer día 2 354 057 euros acumulando 18 606 811 tras 4 días. Al final de su carrera comercial supera el registro en taquilla de su segunda película llegando a 51 894 000.
En 2016 la dupla Nunziante-Zalone estrena Quo Vado? bate el récord en su primer día con siete millones de euros y casi un millones de entradas vendidas. Acabó su trayectoria cinematográfica con 65 315 495	euros de taquilla y 9 357 665 entradas vendidas.

## Filmografía

### Cine
- Cado dalle nubi, dirigida por Gennaro Nunziante (2009)
- Che bella giornata, dirigida por Gennaro Nunziante (2011)
- Sole a catinelle, dirigida por Gennaro Nunziante (2013)
- Quo vado?, dirigida por Gennaro Nunziante (2016)
- Tolo Tolo, dirigida por Checco Zalone (2020)

### Televisión
- Sottanos (Telenorba 7, 2005)
- Zelig Off (Canale 5, 2005)
- Zelig (Canale 5, 2006-2008)
- Fuori controllo (Telenorba 7, 2006)
- Canta e vinci (Italia 1, 2007-2008)
- Checco Zalone Show (Canale 5, 2009)
- Resto Umile World Show (Canale 5, 2011)

## Discografía

### Álbumes
- 2006 - ...Se non avrei fatto il cantande
- 2007 - Se ce l'o' fatta io...ce la puoi farcela anche tu
- 2009 - Cado dalle nubi
- 2011 - Che bella giornata
- 2013 - Sole a catinelle

### Sencillos
- 2006 - Siamo una squadra fortissimi
- 2006 - I juventini
- 2007 - A me mi piace quella cosa
- 2007 - Se ce l'o fatta io...
- 2007 - Testimona di Genova
- 2007 - Menomale che è Natale
- 2008 - Cuore biancorosso
- 2010 - Angela
- 2010 - I uomini sessuali
- 2010 - Lo sto sognando
- 2010 - Quando due si lasciano (uno soffre)
- 2010 - W le tette grosse
- 2010 - Sfascia famiglie
- 2011 - L'amore non ha religione
- 2011 - Se mi aggiungerai
- 2013 - Superpapà
- 2013 - Benvenuta Gaia
- 2013 - Dove ho sbagliato
- 2013 - Sole a catinelle
- 2013 - Fuggi fuggi da Foggia (solo música)
- 2014 - Tapinho
- 2015 - La prima repubblica
- 2019 - Immigrato
- 2020 - L'immunità di gregge
- 2021 - La Vacinada
- 2022 - Sulla barca dell'oligarca

## Premios

### Premios David de Donatello
| Año  | Categoría              | Trabajo Nominado                              | Resultado |
| ---- | ---------------------- | --------------------------------------------- | --------- |
| 2010 | Mejor Canción Original | Angela - Cado dalle nubi                      | Nominado  |
| 2011 | Mejor Canción Original | L'amore non ha religione - Che bella giornata | Nominado  |

### Nastro d'argento
| Año  | Categoría              | Trabajo Nominado                              | Resultado |
| ---- | ---------------------- | --------------------------------------------- | --------- |
| 2010 | Mejor Canción Original | Angela - Cado dalle nubi                      | Nominado  |
| 2011 | Mejor Canción Original | L'amore non ha religione - Che bella giornata | Nominado  |